# Bernardo Veksler

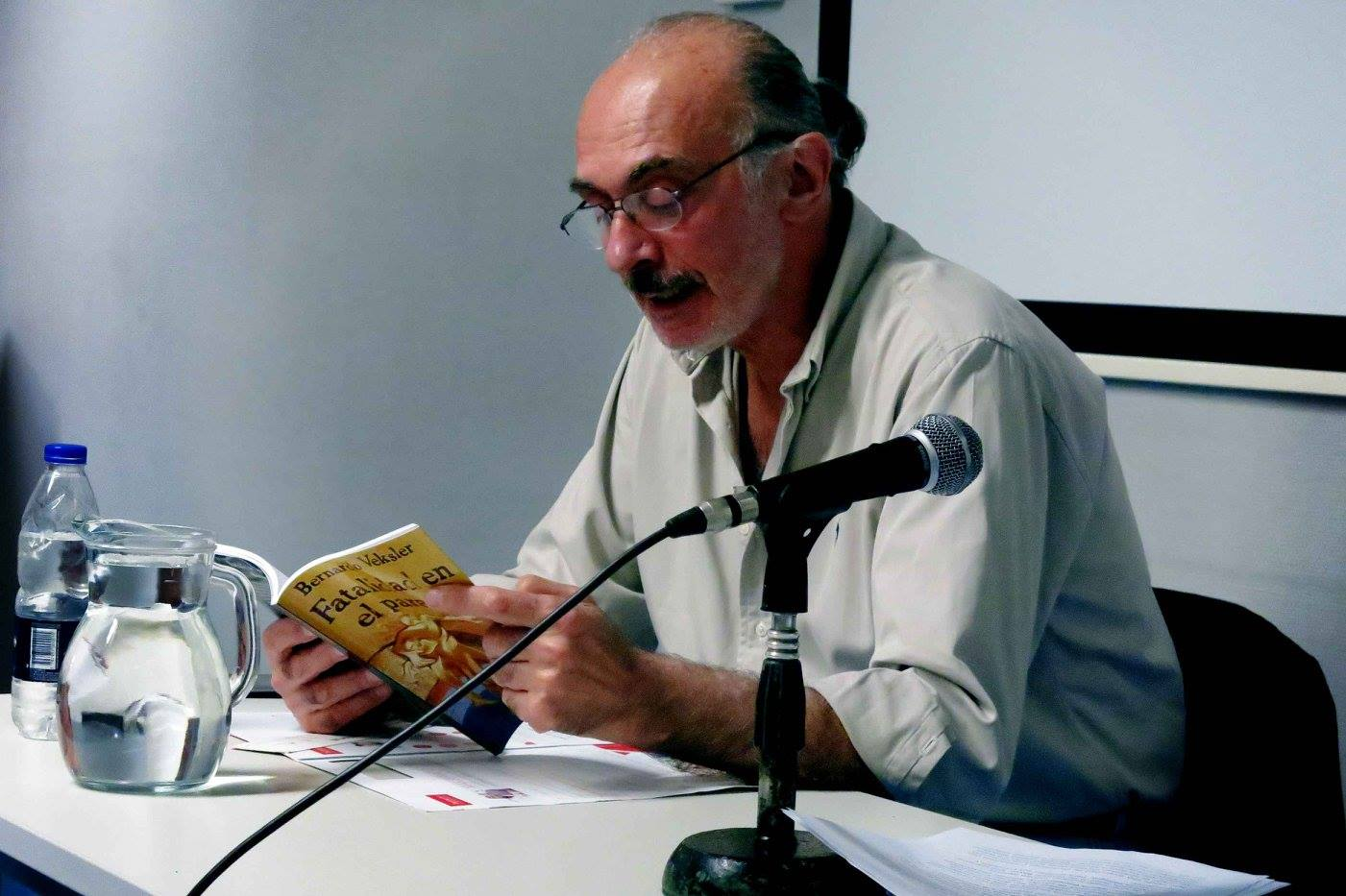
Bernardo Veksler en 2016. Presentación de su libro Fatalidad en el Paraíso.

Bernardo Veksler (10 de enero de 1950 - 21 de enero de 2024) fue un periodista, escritor, docente y documentalista argentino. Nació en el seno de una familia obrera del barrio porteño de Mataderos en la ciudad de Buenos Aires. Su padre fue el militante comunista Manuel Veksler. Su abuelo paterno ,Adolfo Veksler, era un comerciante de origen ruso. Su abuela materna se llamaba Matilde Tolmasky y era rusa como su marido.   Manuel Veksler se casó con Sara Raijer.    
Bernardo Veksler hizo radio en varios medios del país y esporádicamente televisión. Vivió en Buenos Aires, Rosario, Tierra del Fuego y España.  Se desempeñó como docente secundario y terciario en Tierra del Fuego. Estuvo abocado a los siguientes temas: la lucha de los obreros de la Patagonia, la resistencia de los pueblos originarios en el sur argentino y chileno, los trabajadores ceramistas en la década del 70 y su experiencia de vida en diferentes barrios de la ciudad de Madrid. Estudió ciencias económicas en la UBA y ciencias políticas.  Se especializó en periodismo de investigación.  

## Militancia política
Bernardo Veksler fue militante universitario. Durante los años 70 fue trabajador ceramista en la empresa  Lozadur y militante del PRT La Verdad, luego Partido Socialista de los Trabajadores (PST). Bernardo fue posteriormente testigo en la causa de la desaparición de los trabajadores ceramistas desaparecidos de la zona norte de Buenos Aires.  También tuvo militancia en el sector metalúrgico y de la construcción. Posteriormente asesoró al diputado Luis Zamora.

## Sus obras
Escribió un gran número de artículos y crónicas en diferentes revistas, entre ellas “Avanzada Socialista” y “La Roca”.  Fue también columnista en la revista “Todo es Historia” en la cual escribía las "Efemérides sureñas" todos los meses en una sección fija. Escribió artículos en los siguientes medios: Crónica, Diario Popular, Clarín, Página 12, revista Humor, Tiempo Fueguino y Provincia 23. Escribió ocho libros a lo largo de su vida. Entre sus libros podemos mencionar los siguientes: “Seriot, Un superhéroe cartonero”,  “Fatalidad en el paraíso” (2016)," La batalla de los Hornos. Memorias de luchas, utopías y mártires" (2014), “Alacrán. El otro lado del periodismo” (2003), “Rebeliones en el fin del mundo” (1999), “Del Barquillo a Chueca: transformación y glamour de un barrio” (2005), “Nostalgias y vicisitudes de los judíos argentinos en Madrid”, “Lavapiés. Pasado, presente y futuro de un barrio cosmopolita” (2004).  También produjo en 2011 el documental “Isla de Fuegos” junto a Rubén  Plataneo que fue seleccionado y premiado por el INCAA.
En su libro “La batalla de los Hornos” describe la actividad sindical de los obreros ceramistas en Villa Adelina durante los años 70, donde fue delegado en la empresa ceramista Lozadur. El libro está prologado por el abogado especialista en derechos humanos Pablo Llonto, por la investigadora Victoria Basualdo y por el historiador Nicolás Iñigo Carrera.  Veksler brindó varias entrevistas sobre sus trabajos y aportes a lo largo de su vida. Tenía un blog donde había subido todos sus trabajos.

## Documentales
Bernardo Veksler aparece  en el documental de la cineasta argentina María Giovis titulado  "66-76 Insurrección obrera y estudiantil".  

## Fallecimiento
Falleció el 21 de enero del 2024. Al momento de su fallecimiento estaba preparando un documental sobre los trabajadores ceramistas. 

## Nota
1. ↑  Ver el artículo de la revista Todo es Historia número 675, abril del 2024 escrito por Alejandro Ernesto Asciutto.